# Filialkirche Zupfing

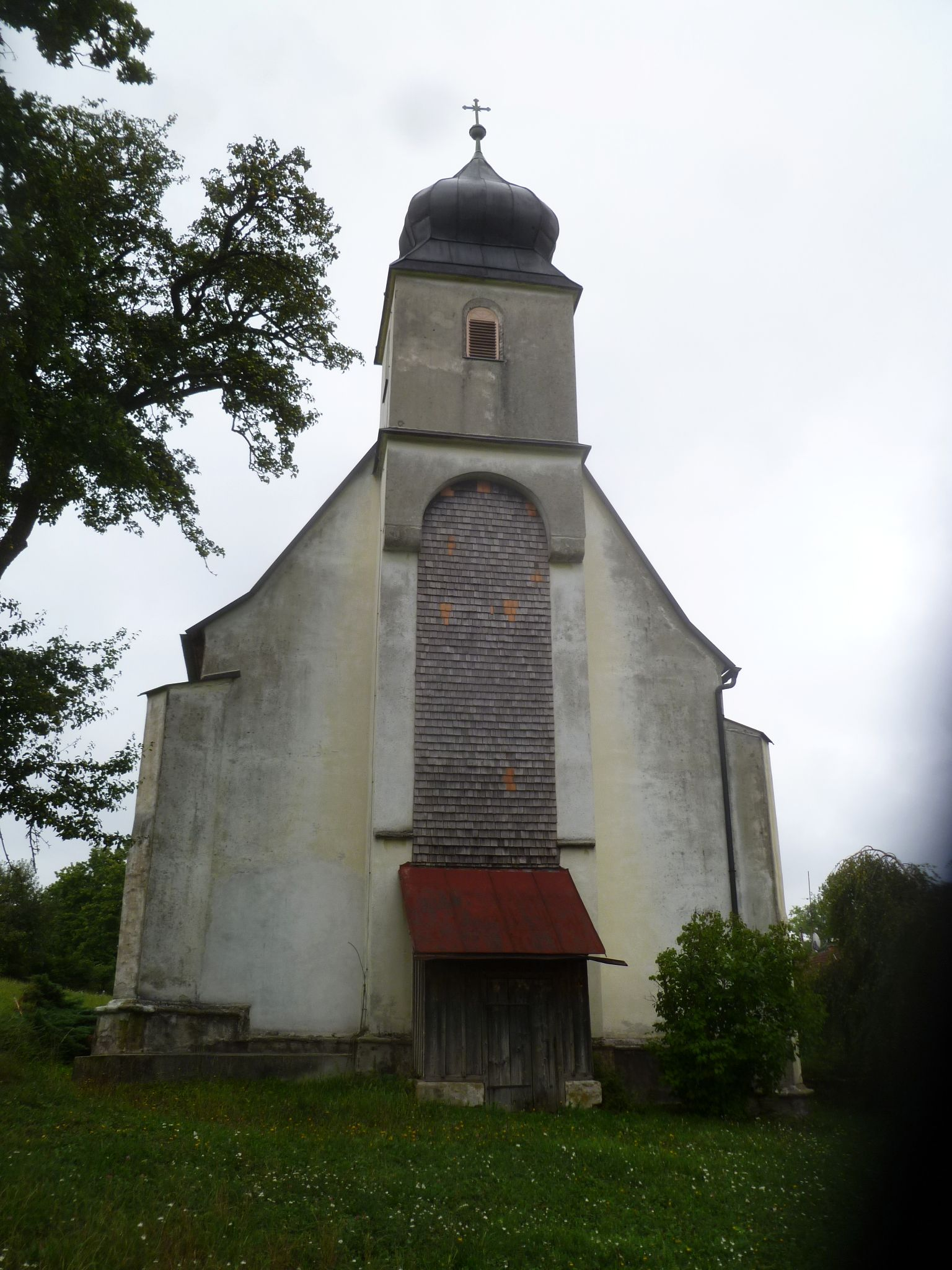
Kath. Filialkirche hl. Georg in Zupfing

Die Filialkirche Zupfing steht auf einer Anhöhe im Ort Zupfing in der Gemeinde Wendling in Oberösterreich. Die römisch-katholische Filialkirche hl. Georg der Pfarrkirche Wendling gehört zum Dekanat Kallham in der Diözese Linz. Die Kirche steht unter Denkmalschutz.

## Geschichte
Die Kirche wurde im  16. Jahrhundert erbaut. Die Kirche wurde 1955 restauriert.

## Architektur
Das gotische einschiffige dreijochige Langhaus mit einer Flachdecke. Der eingezogene niedrigere einjochige Chor mit einem Netzrippengewölbe und zwei Köpfen auf Konsolsteinen hat einen Fünfachtelschluss. Der halbe eingestellte Westturm trägt einen Zwiebelhelm. Das West- und Südportal ist gotisch.

## Ausstattung
Der spätbarocke Hochaltar ist aus dem letzten Drittel des 18. Jahrhunderts. Der rechte Seitenaltar ist aus 1654. Der linke Seitenaltar ist aus der zweiten Hälfte des 17. Jahrhunderts. Die Kanzel ist aus 1648.
Die Orgel als Positiv, aus dem 17. Jahrhundert, wurde aus der Filialkirche Hehenberg hierher übertragen.